# Sybra schultzeana
Sybra schultzeana är en skalbaggsart som beskrevs av Stefan von Breuning 1963. Sybra schultzeana ingår i släktet Sybra och familjen långhorningar.
Artens utbredningsområde är Filippinerna. Inga underarter finns listade i Catalogue of Life.